# Izvor (Vidin)
Izvor es un pueblo en el noroeste de Bulgaria. Está ubicado en el municipio de Dimovo, Provincia de Vidin.

## Instituciones públicas
- Municipalidad
- Chitalishte "Velo Burdashki - 1929"

## Hitos culturales y naturales
A 2 km del pueblo se encuentra el Monasterio de Izvor "Santa Madre de Dios" y un manantial mineral. En el centro del pueblo se encuentra la Iglesia de la Ascensión.

## Eventos regulares
La Feria de Primavera anual se lleva a cabo en mayo.

## Galería

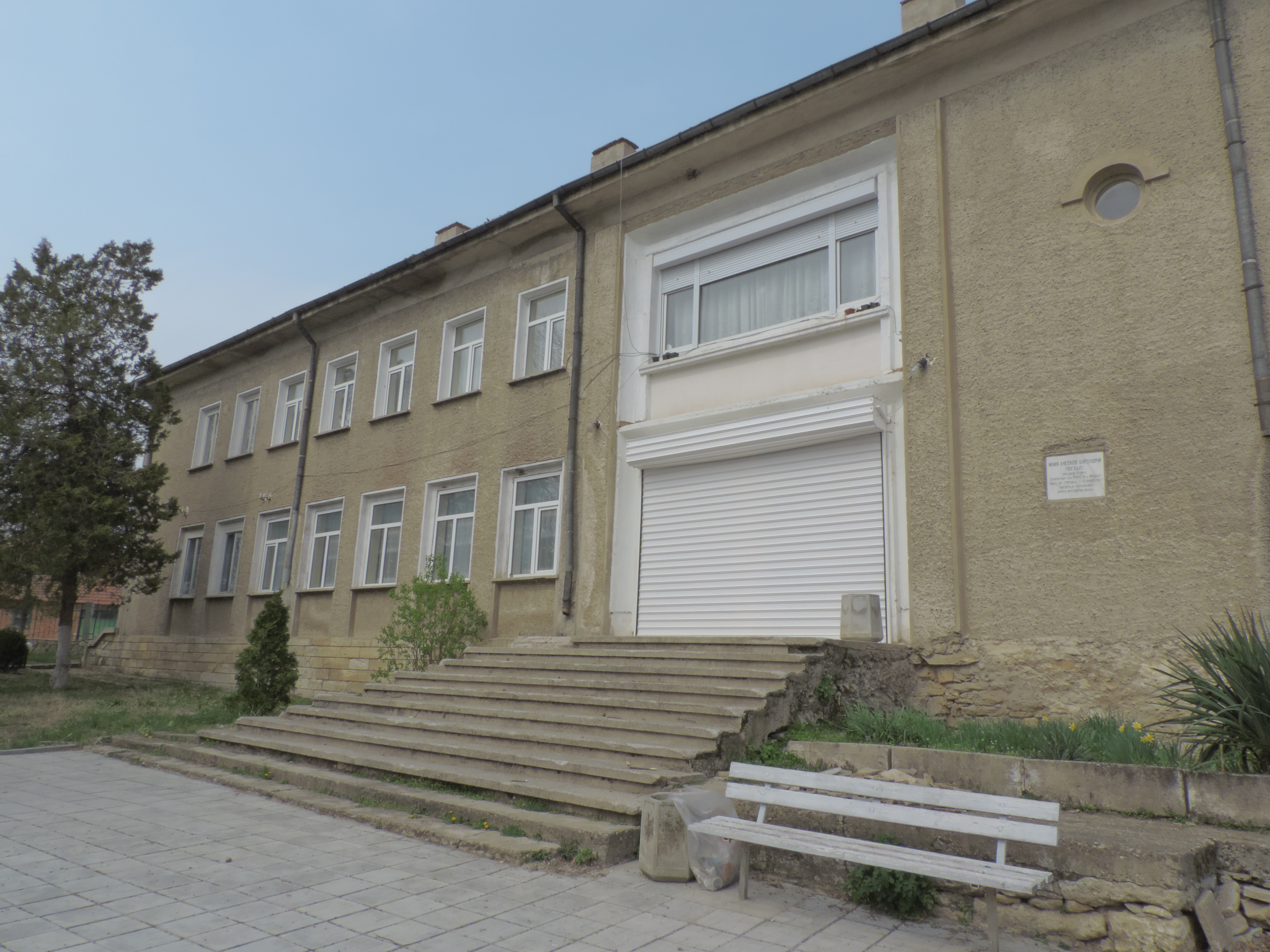
Chitalishte "Velo Burdashki - 1929"
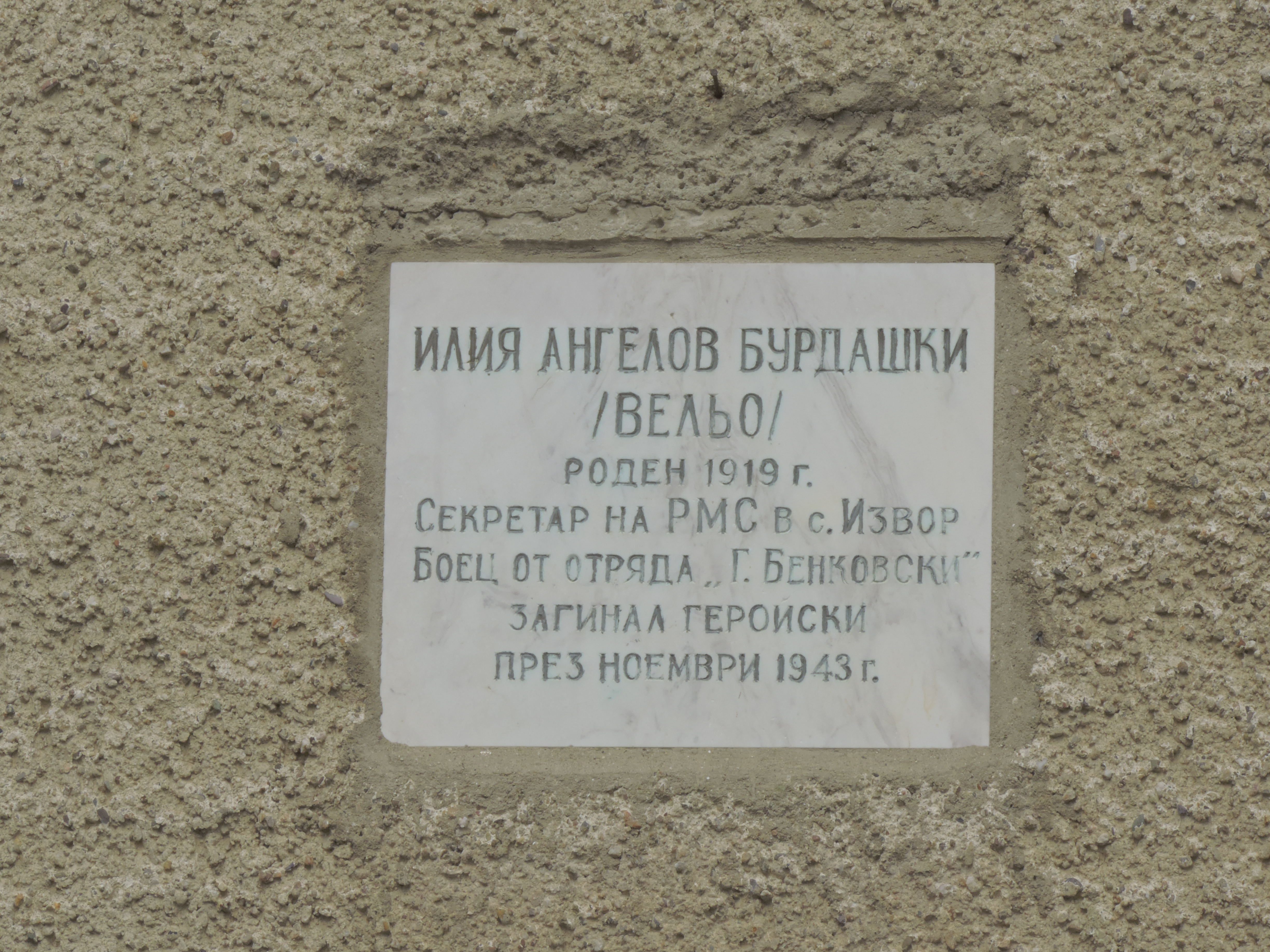
La placa conmemorativa de Velyo Burdashki
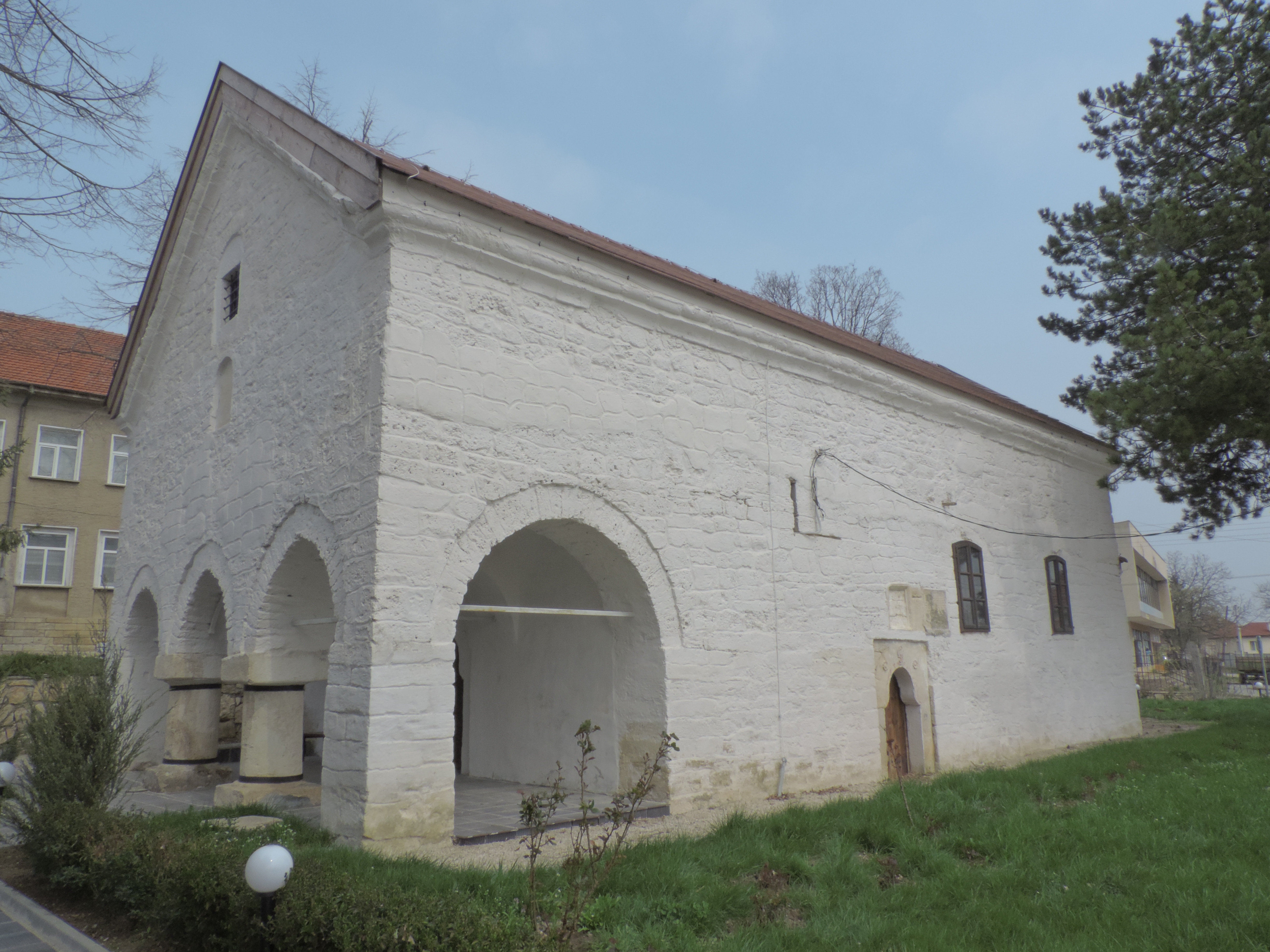
[bg→es]Църквата „Възнесение Господне“
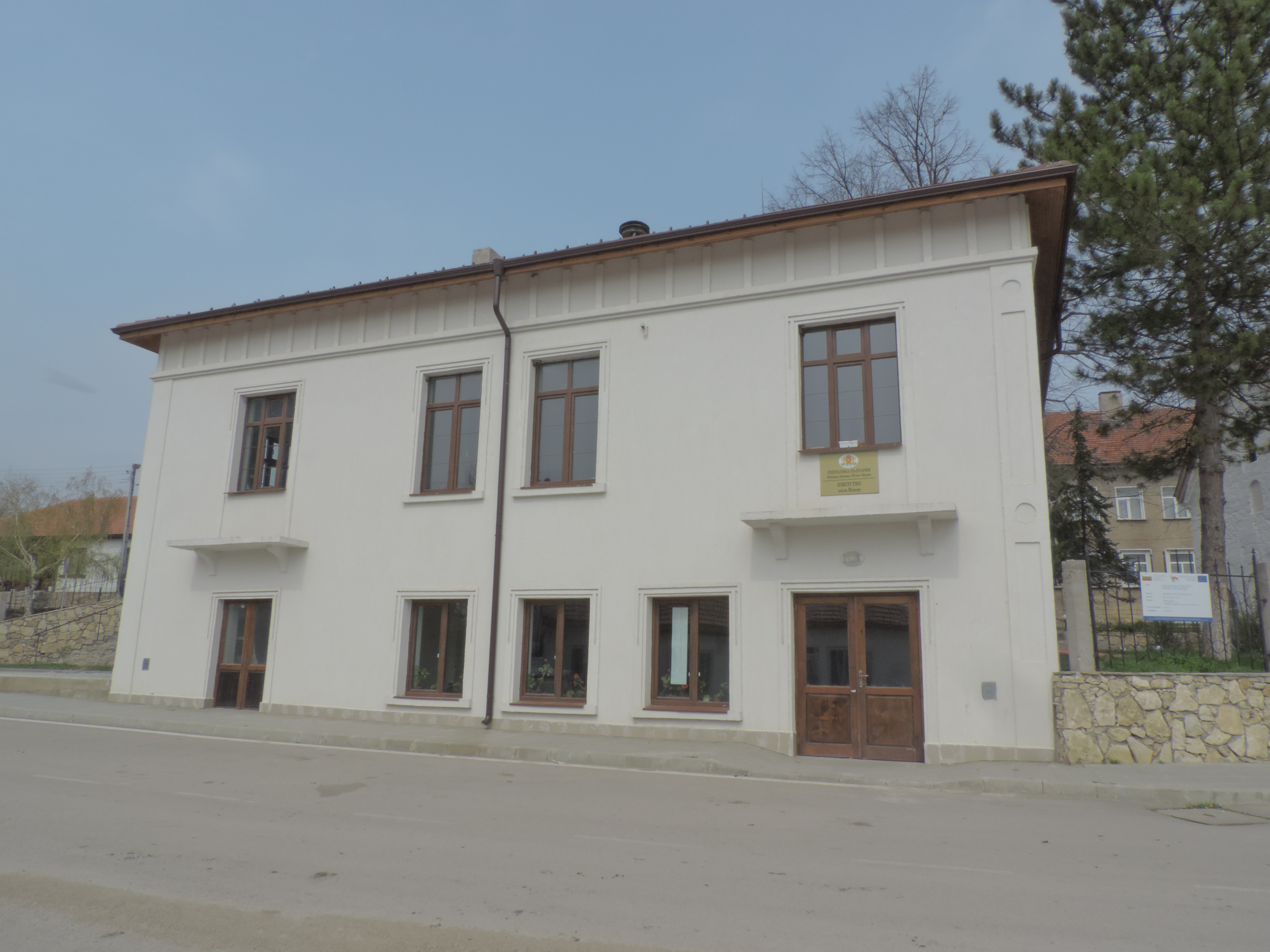
[bg→es]Кметството

## Personalidades
- Petar Iliev (n. 1933), oficial y político búlgaro, teniente general.